# Reńska Wieś (powiat nyski)
Reńska Wieś (niem. Reinschdorf) – wieś w Polsce położona w województwie opolskim, w powiecie nyskim, w gminie Pakosławice.
W latach 1975–1998 miejscowość należała administracyjnie do województwa opolskiego.

## Zabytki
Do wojewódzkiego rejestru zabytków wpisany jest:
- kościół par. pw. św. Małgorzaty, z 1649 r., 1721 r.